# USS Spangenberg (DE-223)
USS Spangenberg (DE/DER-223) là một tàu hộ tống khu trục lớp Buckley được Hải quân Hoa Kỳ chế tạo trong Chiến tranh Thế giới thứ hai. Tên nó được đặt theo hạ sĩ quan Kenneth J. Spangenberg (1922-1942), người từng phục vụ trên tàu tuần dương hạng nặng San Francisco (CA-38), đã tử thương trong trận Hải chiến Guadalcanal đêm 12-13 tháng 10, 1942 và được truy tặng Huân chương Chữ thập Hải quân. Nó đã phục vụ cho đến khi chiến tranh kết thúc, xuất biên chế năm 1947 và bị tháo dỡ năm 1966. Spangenberg được tặng thưởng một Ngôi sao Chiến trận do thành tích phục vụ trong Thế Chiến II.

## Thiết kế và chế tạo
Những chiếc thuộc lớp tàu hộ tống khu trục Buckley có chiều dài chung 306 ft (93 m), mạn tàu rộng 37 ft 1 in (11,30 m) và độ sâu mớn nước khi đầy tải là 11 ft 3 in (3,43 m). Chúng có trọng lượng choán nước tiêu chuẩn 1.400 tấn Anh (1.400 t); và lên đến 1.740 tấn Anh (1.770 t) khi đầy tải. Hệ thống động lực bao gồm hai turbine hơi nước General Electric công suất 13.500 mã lực (10.100 kW), dẫn động hai máy phát điện công suất 9.200 kilôwatt (12.300 hp) để vận hành hai trục chân vịt;  công suất 12.000 hp (8.900 kW) cho phép đạt được tốc độ tối đa 23 kn (26 mph; 43 km/h), và có dự trữ hành trình 6.000 nmi (6.900 mi; 11.000 km) khi di chuyển ở vận tốc đường trường 12 kn (14 mph; 22 km/h).
Vũ khí trang bị bao gồm ba pháo 3 in (76 mm)/50 cal trên tháp pháo nòng đơn có thể đối hạm hoặc phòng không, một khẩu đội 1,1 inch/75 caliber bốn nòng và tám pháo phòng không Oerlikon 20 mm. Vũ khí chống ngầm bao gồm một dàn súng cối chống tàu ngầm Hedgehog Mk. 10 (có 24 nòng và mang theo 144 quả đạn); hai đường ray Mk. 9 và tám máy phóng K3 Mk. 6 để thả mìn sâu. Khác biệt đáng kể so với lớp Evarts dẫn trước là chúng có thêm ba ống phóng ngư lôi Mark 15 21 inch (533 mm). Thủy thủ đoàn đầy đủ bao gồm 186 sĩ quan và thủy thủ.
Spangenbergđược đặt lườn tại Xưởng hải quân Philadelphia ở Philadelphia, Pennsylvania vào ngày 5 tháng 4, 1943. Nó được hạ thủy vào ngày 3 tháng 7, 1943; được đỡ đầu bởi bà Gussie Spangenberg, mẹ hạ sĩ quan Spangenberg, và nhập biên chế vào ngày 15 tháng 4, 1944 dưới quyền chỉ huy của Hạm trưởng, Đại úy Hải quân Thomas Handasyde Perkins Whitney.

## Lịch sử hoạt động

### Thế Chiến II, 1944 - 1945
Sau khi hoàn tất việc chạy nghiệm thu chung quanh Philadelphia cùng Norfolk, Virginia và chạy thử máy huấn luyện tại khu vực Bermuda, Spangenberg quay trở về Norfolk vào ngày 1 tháng 6, 1944. Nó tạm thời phục vụ như một tàu huấn luyện học viên sĩ quan và hộ tống vận tải ven biển, cho đến khi chuyển sang nhiệm vụ hộ tống vận tải vượt Đại Tây Dương. Con tàu gia nhập Đội hộ tống 66 vào ngày 13 tháng 7, rồi khởi hành từ Hampton Roads, Virginia vào ngày hôm sau hộ tống một đoàn tàu vận tải hướng sang khu vực Địa Trung Hải. Đoàn tàu UGS 48 có được giai đoạn đầu của chuyến đi bình an cho đến khi tiếp cận Bizerte, Tunisia. Lúc 01 giờ 00 ngày 1 tháng 8, khoảng 20 máy bay ném bom Đức đã tấn công đoàn tàu; Spangenberg đã thả một màn khói ngụy trang để che khuất các tàu buôn trong đoàn tàu không bị không kích, và đây là lần duy nhất mà nó đối đầu với máy bay đối phương. Đoàn tàu đi đến Bizerte vào ngày 2 tháng 8, và nó ở lại đây trong mười một ngày trước khi khởi hành vào ngày 13 tháng 8 cho hành trình quay trở về Hoa Kỳ; nó về đến vùng bờ Đông vào ngày 28 tháng 8.
Đội hộ tống 66 tiến hành huấn luyện tại khu vực Casco Bay, Maine từ ngày 9 đến ngày 17 tháng 9. Spangenberg quay trở về Hampton Roads vào ngày 20 tháng 9, rồi lại lên đường hai ngày sau đó hộ tống cho Đoàn tàu UGS 55 hướng sang Bắc Phi. Nó ở lại Bizerte từ ngày 12 đến ngày 18 tháng 10 trước khi hộ tống đoàn tàu cho hành trình quay trở về Hoa Kỳ, về đến Boston vào ngày 6 tháng 11. Nó lại cùng Đội hộ tống 66 tiến hành huấn luyện tại khu vực Casco Bay cho đến cuối tháng 11, khi nó chuyển đến Argentia, Newfoundland để hoạt động cùng Đơn vị Đặc nhiệm 27.1.2, một đội tìm-diệt tàu ngầm. Nó hoạt động tuần tra chống tàu ngầm tại khu vực chung quanh Argentia và Halifax cho đến tháng 2, 1945; trong một dịp nó đã tấn công bằng mìn sâu vào một mục tiêu nghi ngờ, nhưng không có kết quả. Nó trải qua tháng 2 hoạt động huấn luyện phối hợp cùng tàu ngầm tại eo biển Block Island, eo biển Long Island và khu vực phía Nam đảo Block.
Sau một đợt bảo trì ngắn tại Boston vào ngày 3 tháng 3, Spangenberg thực hiện chuyến đi đến Casco Bay trong các ngày 20-21 tháng 3 trước khi lên đường đi Horta thuộc quần đảo Azores trong hành trình đi sang Anh. Đi đến Liverpool vào ngày 3 tháng 4, nó tiếp tục đi đến Londonderry, Bắc Ireland, nơi Đội hộ tống 66 hoạt động như một đội hộ tống chống tàu ngầm dưới quyền điều động của Hải quân Hoàng gia Anh từ căn cứ Londonderry và Milford Haven, Anh. Con tàu quay trở về New York vào ngày 1 tháng 6, và được cải biến thành một tàu cột mốc radar. Tuy nhiên, vào lúc công việc hoàn tất, Nhật Bản đã chấp nhận đầu hàng vào ngày 15 tháng 8 giúp kết thúc cuộc xung đột.

### Sau chiến tranh, 1945 - 1966
Sau khi hoàn tất việc chạy thử máy, Spangenberg khởi hành từ New York để đi Port Arthur, Texas, nơi nó tham gia các lễ hội nhân Ngày Hải quân. Nó lên đường vào ngày 3 tháng 11 để hướng đến vịnh Guantánamo, Cuba và huấn luyện ôn tập tại khu vực này trong ba tuần lễ. Rời vùng biển Cuba vào ngày 26 tháng 11, nó quay trở lại Norfolk, Virginia, và trong một năm rưỡi tiếp theo đã hoạt động dọc theo vùng bờ Đông từ căn cứ này, tham gia các cuộc tập trận hạm đội. Vào tháng 5 và tháng 6, 1947, nó thực hiện một chuyến đi nghiên cứu khoa học, đưa các nhà khoa học thuộc Phòng thí nghiệm Nghiên cứu Hải quân (Naval Research Laboratory) đi đến vùng biển Nam Đại Tây Dương quan sát một sự kiện nhật thực. Sau khi đưa các nhà khoa học trở lại Washington, D.C. vào ngày 9 tháng 6, con tàu dừng chân tại Norfolk trong một tháng trước khi đi đến Charleston, South Carolina vào ngày 18 tháng 7, 1947 nơi nó được chuẩn bị để ngừng hoạt động.
Spangenberg được cho xuất biên chế vào ngày 18 tháng 10, 1947 và được đưa về Hạm đội Dự bị Đại Tây Dương, neo đậu tại Charleston. Đang khi trong thành phần dự bị, con tàu được xếp lại lớp như một tàu khu trục cột mốc radar với ký hiệu lườn DER-223 vào tháng 3, 1949, rồi quay trở lại như một tàu hộ tống khu trục thông thường với ký hiệu lườn DE-223 vào ngày 1 tháng 12, 1954, nhưng không bao giờ được đưa ra hoạt động trở lại. Tên nó được cho rút khỏi danh sách Đăng bạ Hải quân vào ngày 1 tháng 11, 1965, và con tàu được bán cho hãng North American Smelting Company tại Wilmington, Delaware vào ngày 4 tháng 10, 1966 để tháo dỡ.

## Phần thưởng
Spangenberg được tặng thưởng một Ngôi sao Chiến trận do thành tích phục vụ trong Thế Chiến II.
|  | Bronze star |

| Huân chương Chiến dịch Hoa Kỳ | Huân chương Chiến dịch Châu Âu-Châu Phi-Trung Đông với 1 Ngôi sao Chiến trận | Huân chương Chiến thắng Thế Chiến II |